# 아얄라 몰
아얄라 몰(필리핀어: ᜀᜌᜎ  ᜋᜎ᜔ᜎ᜔ᜐ᜔)은 1988년에 설립된 아얄라 코퍼레이션의 계열사인 부동산 회사 아얄라 랜드의 소매 자회사이다. 아얄라 몰은 모두 필리핀에 위치한 대형 쇼핑몰 체인을 소유하고 있다. 아얄라 몰은 SM 슈퍼몰, 로빈슨 몰과 함께 필리핀 최대의 쇼핑몰 소매업체 중 하나이다.

## 소매 센터

### 현재 있는 곳

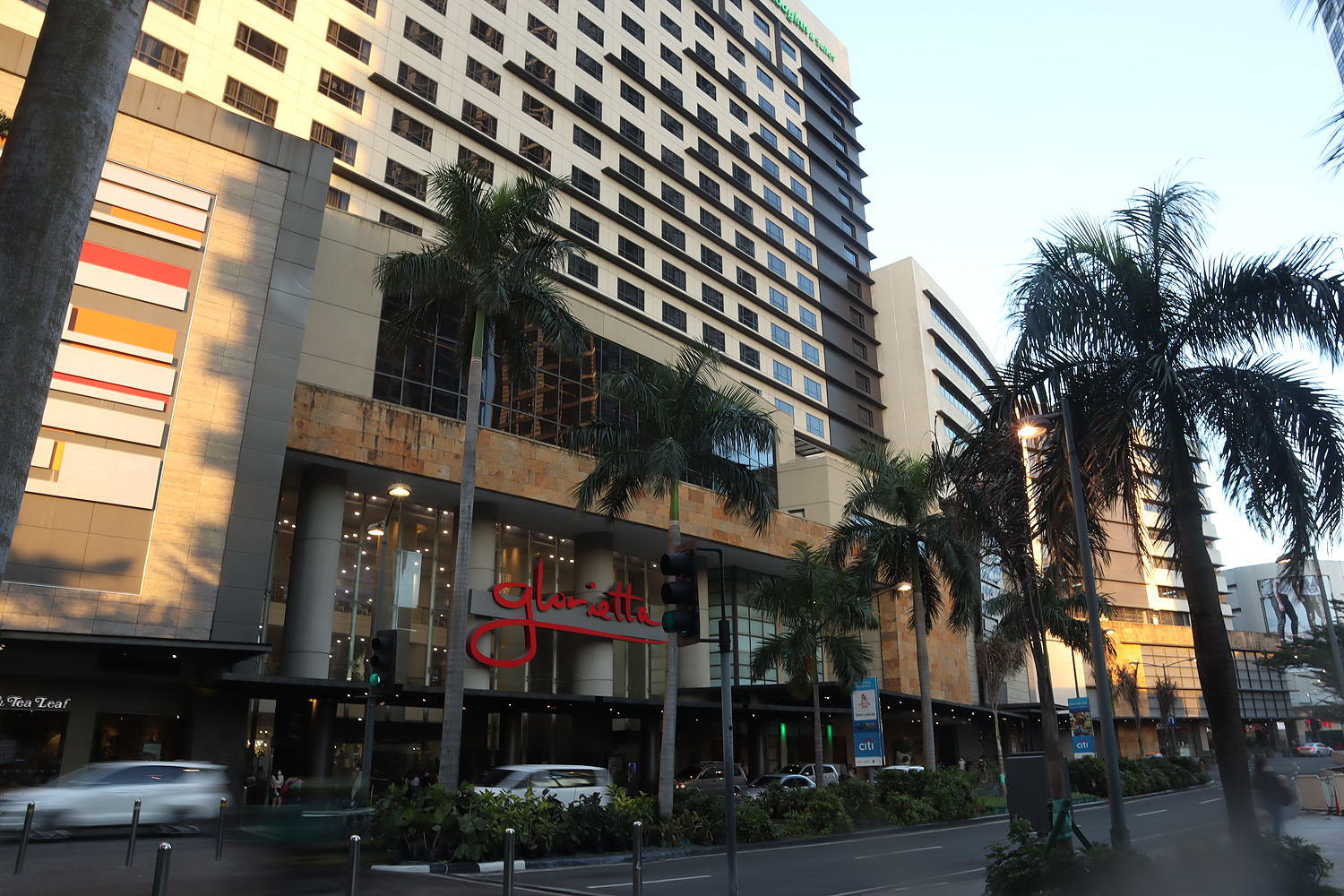
글로리에타 1 & 2

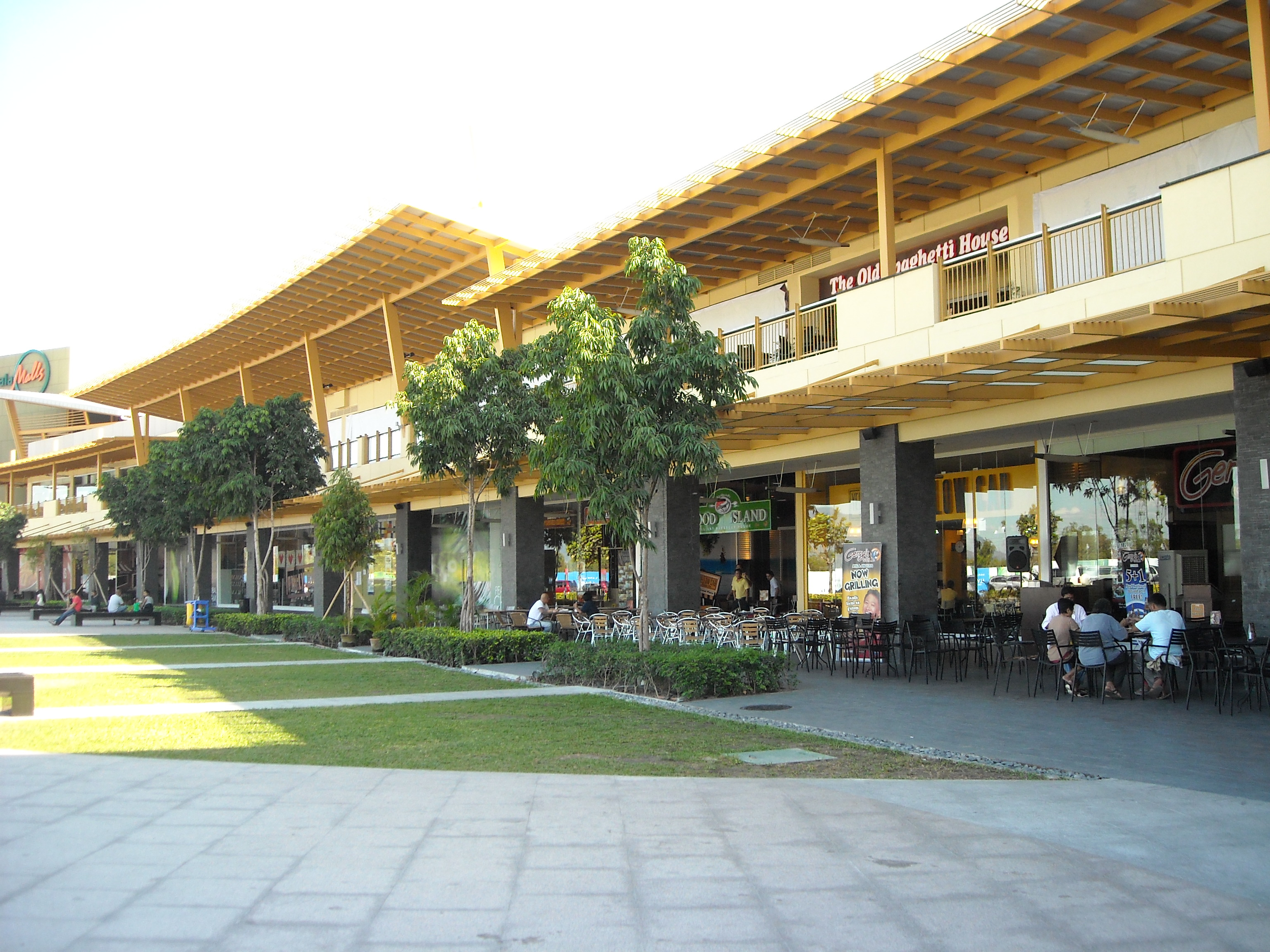
마르키 몰의 뒤쪽에 있는 식당들의 연속

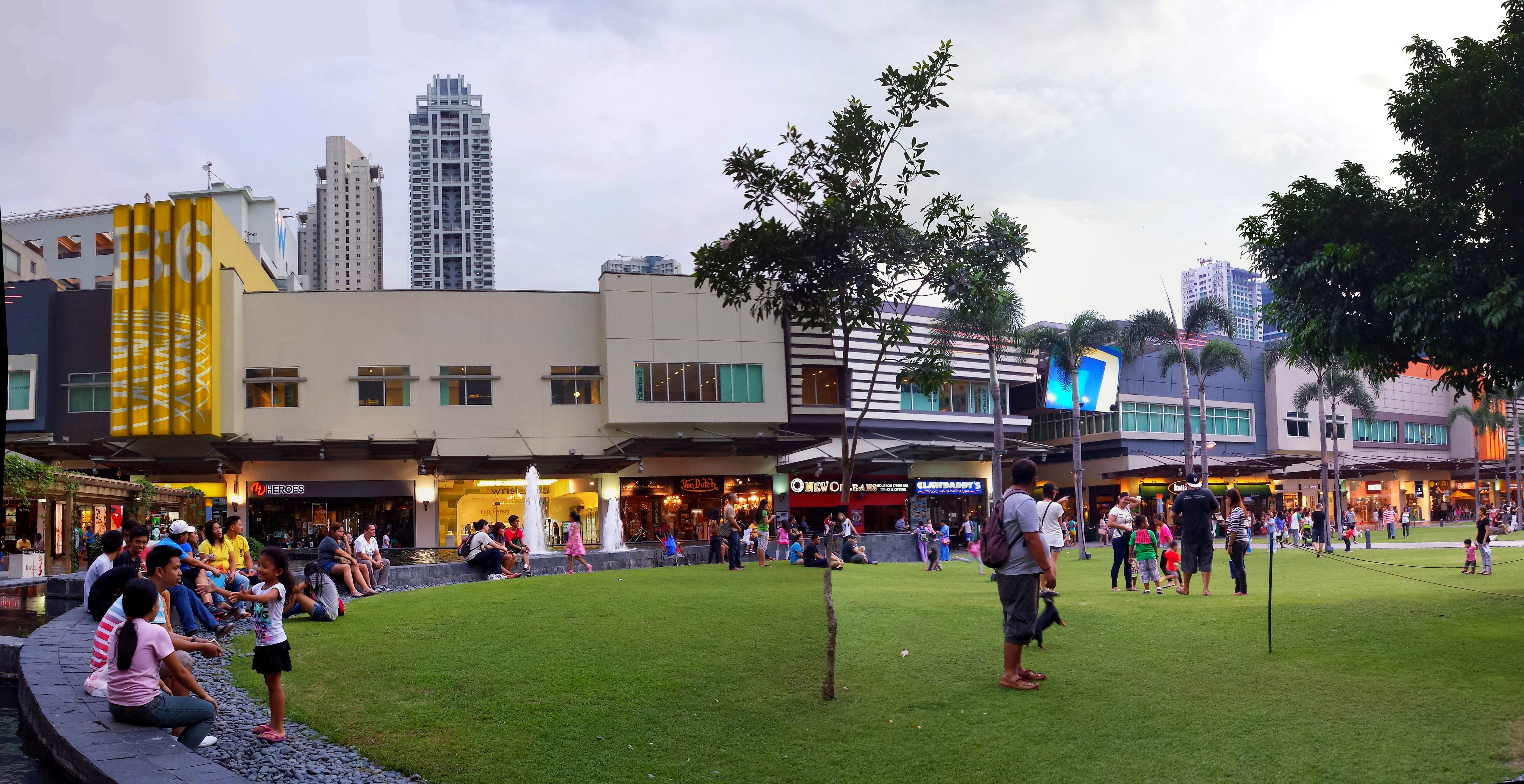
보니파시오 번화가의 몰고어들

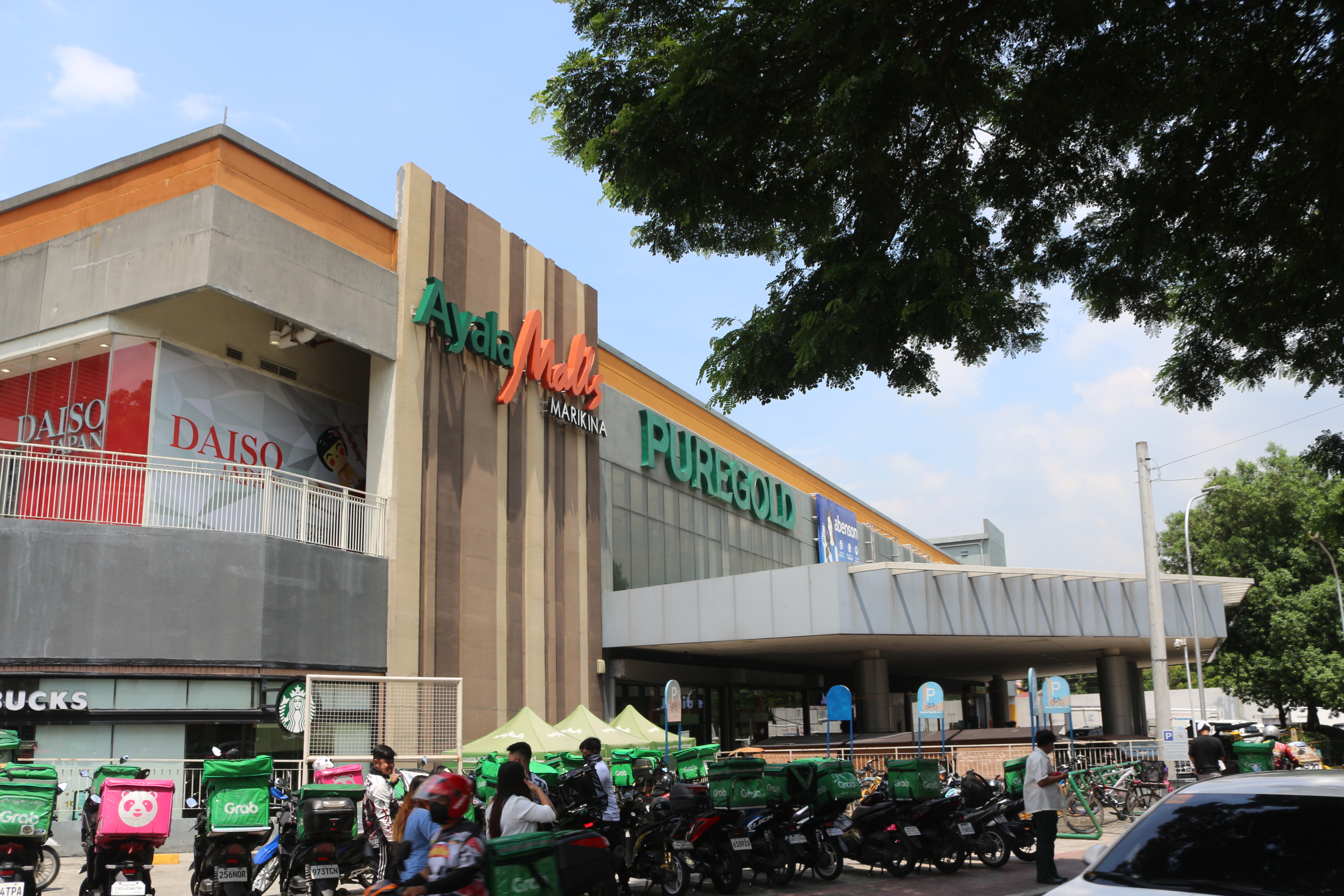
아얄라 몰 마리키나

#### 주력 프로젝트
- 알라방 타운 센터 (1982년 개관) — 메트로 마닐라 문틴루파 아얄라방
- 그린벨트 (1988년 개관)[3] — 메트로 마닐라 마카티 아얄라 센터
- 글로리에타 (1991년 개관) — 메트로 마닐라 마카티 아얄라 센터
- 아얄라 센터 세부 (1994년 개관)[4] — 세부 세부 비지니스 파크
- 아얄라 몰 마켓! 마켓! (2004년 개관) — 메트로 마닐라 보니파시오 글로벌 시티 타기그
- 아얄라 몰 트라이노마 (2007년 개관) — 메트로 마닐라 케손시티 딜리만
- 보니파시오 하이 스트리트 (2007년 개관) — 메트로 마닐라 보니파시오 글로벌 시티 타기그
- 마퀴몰 바이 아얄라 몰 (2009년 개관) — 팜팡가  앙헬레스
- 아얄라 몰스 아브레자 (2011년 개관) — 다바오 아얄라 비지니스 파크,
- 아얄라 몰 하버 포인트 (2012년 개관) — 잠발레스 올롱가포 수빅 베이 프리포트 존
- 아얄라 몰 센트리오 (2012년 개관) — 동미사미스주 카가얀데오로
- U.P. 타운 센터 (2013년 개관) — 케손시티 딜리만
- 아얄라 몰 페어뷰 테라스 (2014년 개관)[5] — 메트로 마닐라 케손시티 노발리치
- 아얄라 몰 세린 (2015년 개관) — 카비테 타가이타이
- 아얄라 몰 솔레나드 (2009년 개관, 2015년 아얄라 몰로 런칭)[6] — 라구나주 산타 로사 누발리
- 아얄라 몰 레가스피 (2016년 개관)[7] — 알바이 레가스피
- 사우스 파크 센터 (2016년 개관)[8] — 메트로 마닐라 문틴루파 알라방
- 아얄라 몰 30th (2017년 개관) — 메트로 마닐라 파시그 올티가스 센터
- 아얄라 몰스 베르티스 노스 (2017년 개관) — 메트로 마닐라 케손시티 딜리만
- 아얄라 몰 클로버리프 (2017년 개관) — 메트로 마닐라 케손시티 발린가사
- 아얄라 몰 마리키나 (2017년 개관) — 메트로 마닐라 마리키나 마리키나 헤이츠
- 아얄라 몰 펠리즈 (2017년 개관) — 메트로 마닐라 파시그
- 아얄라 몰 서킷 (2018년 개관) — 메트로 마닐라 마카티 서킷 마카티
- 아얄라 몰스 캐피톨 센트럴 (2018년 개관)[9] — 서네그로스주 바콜로드 캐피톨 센트럴
- 아얄라 몰 마닐라 베이 (2019년 개관)[10] — 메트로 마닐라 파라냐케 아세아나 시티
- 아얄라 몰 센트럴 블록 (2019년 개관)[11] — 세부 세부 IT 파크
- 원 아얄라 (2022년 개관) — 메트로 마닐라 마카티 아얄라 센터[12]
- 아얄라 몰 베르모사 (2023년 개관) — 카비테 이무스

#### 쇼핑몰 구역
- 더 디스트릿–이무스 — 카비테 이무스
- 더 디스트릿–노스 포인트 — 서네그로스주 탈리사이
- 더 디스트릿–다스마리냐스 — 카비테 다스마리냐스

#### 커뮤니티 및 아얄라 관리몰

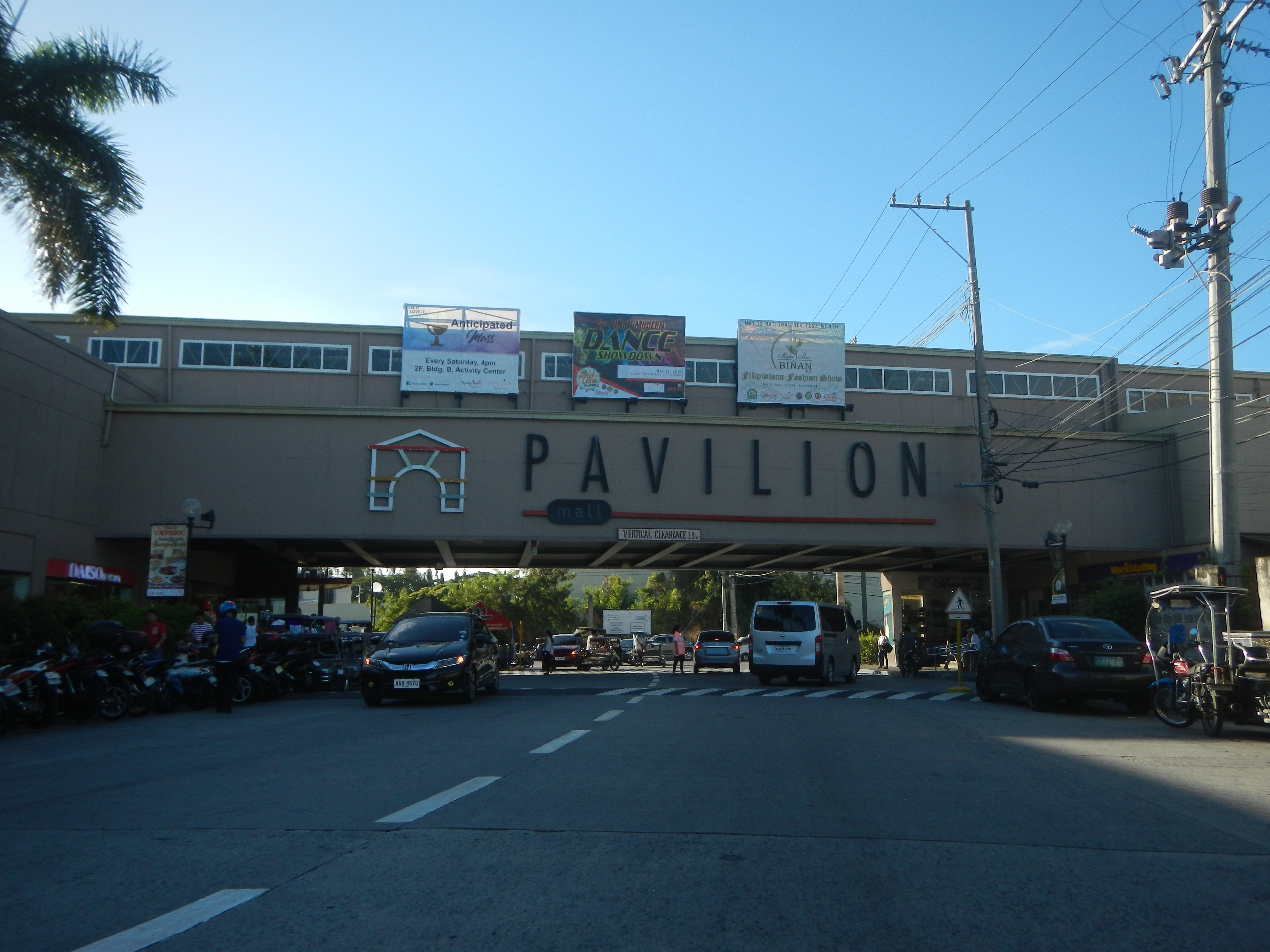
파빌리온 몰

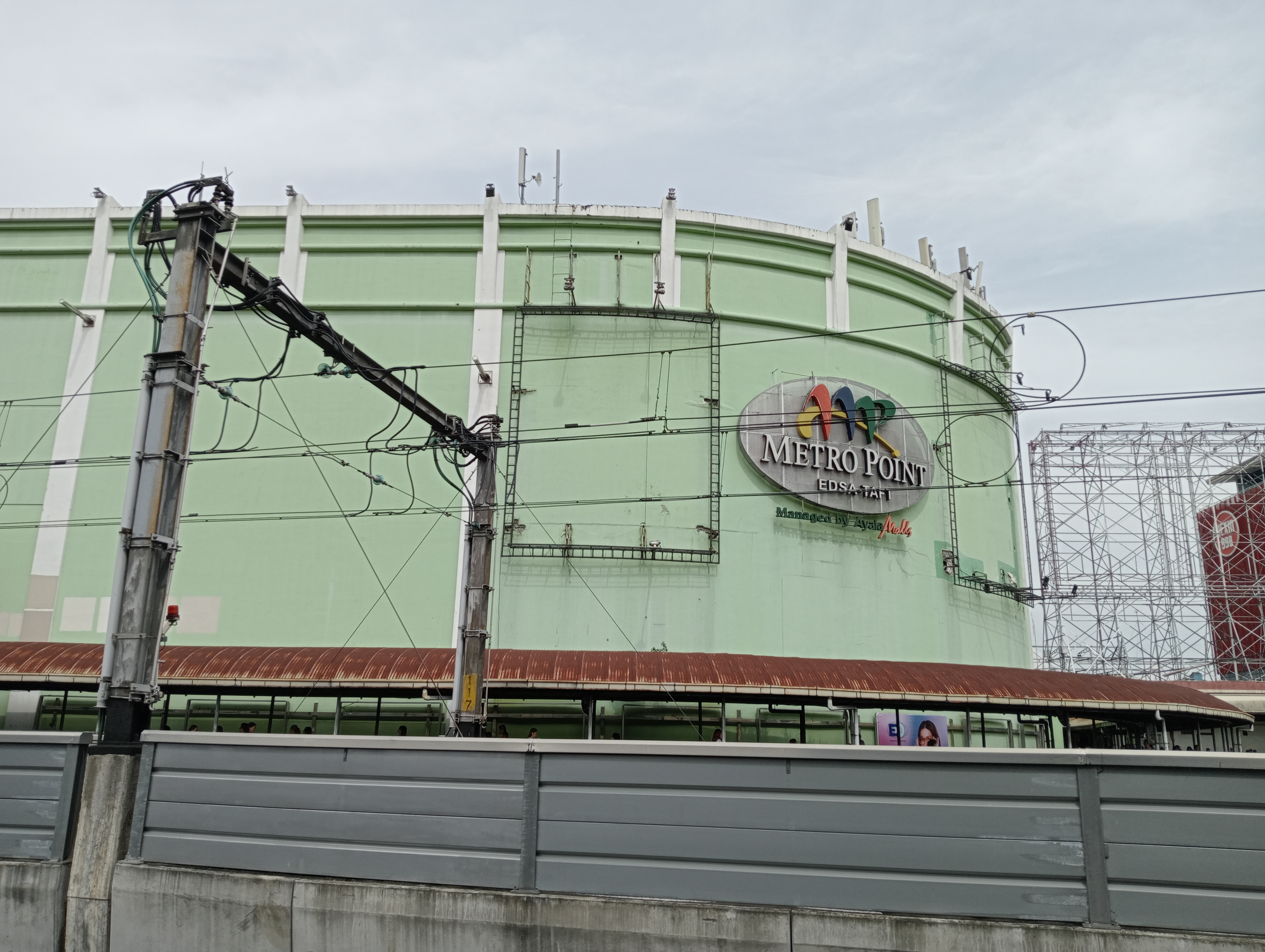
메트로 포인트 몰

- 파크 스퀘어 — 메트로 마닐라 마카티 아얄라 센터
- 메트로 포인트 몰 — 메트로 마닐라 파사이
- 파빌리온 몰 — 라구나 비난

#### 스트립 몰
- 세부 IT 파크의 더 워크 (2008년 개관) — 세부 세부 IT 파크
- 아트리아의 샵 (2015년 개관) — 일로일로 만듀리아오 아트리아 파크 지구
- 세부 IT 파크의 가든 블록 (2015년 개관) — 세부 세부 IT 파크
- 아주엘라 코브의 샵 (2021년 개관) — 다바오
- 아얄라 트라이앵글 가든의 샵 (2022년 개관) — 메트로 마닐라 마카티 아얄라 트라이앵글 가든

### 공사 또는 계획 중인 곳
- 아얄라 몰 아르카 사우스[13] — 메트로 마닐라 타기그 아르카 사우스
- 아얄라 몰 게이트워크 센트럴[14] – 세부 만다우에
- 아얄라 몰 파크 트라이앵글[15] — 메트로 마닐라 타기그 보니파시오 글로벌 시티
- 시그로브의 샵[16] — 라푸라푸시 푼타 엥가노
- 아얄라 몰 잠보앙가[17] – 잠보앙가
- 아트리아 정원[18] — 일로일로 만듀리아오 아트리아 파크 지구

## 같이 보기
- 아얄라 코퍼레이션